# Improphantes furcabilis
Improphantes furcabilis är en spindelart som först beskrevs av Jörg Wunderlich 1987.  Improphantes furcabilis ingår i släktet Improphantes och familjen täckvävarspindlar.
Artens utbredningsområde är Kanarieöarna. Inga underarter finns listade i Catalogue of Life.